# Окара, Павел Николаевич
Па́вел Никола́евич Окара (род. 12 ноября 1952, Новочеркасск) — начальствующий епископ Российской церкви христиан веры евангельской в 2002—2010 гг.

## Биография
Окара Павел Николаевич родился 12 ноября 1952 года в г. Новочеркасск Ростовской области в многодетной семье христиан.
Отец Павла, Николай Владимирович Окара, был пастором пятидесятнической нерегистрированной церкви. В 1961 году был осужден за активное участие в служении на 5 лет. Срок отбывал в Сибири, на севере Томской области.
С 1970 г. по 1972 г. Павел Окара нёс воинскую службу в городе Полтава.
В 1973 году женился на Надежде Никоновой.
С 1976 года несёт служение в церкви.
В 1989 году был избран заместителем старшего пресвитера по Северо-Кавказскому региональному объединению, ответственным за евангелизацию.
28 сентября 1991 года Павел Окара на конференции служителей церквей ХВЕ Северного Кавказа был избран старшим пресвитером церквей Союза ХВЕП по Северному Кавказу.
27 марта 1993 года была открыта церковь в городе Ростов-на-Дону, основателем и старшим пастором которой был Павел Окара (в настоящее время Церковь Христа Спасителя, старший пастор Владимир Хвалов.  Архивная копия от 15 марта 2022 на Wayback Machine)
В 1996 году был рукоположён в сан епископа церквей Северного Кавказа. Закончил один из курсов МЗИ, получив сертификат Брюссельского офиса.
3-5 марта 1998 года на III-м съезде Союза ХВЕП Окара был избран первым заместителем председателя Союза ХВЕП в России.
26-28 февраля 2002 года на V съезде Союза ХВЕП в России был избран председателем Союза ХВЕП в России.
От Московского теологического института Окара имеет диплом бакалавра христианского служения.
В сентябре 2002 года на очередном плановом заседании Международной Ассамблеи Бога Окара Павел был избран вице-президентом данного объединения церквей.
С 1990 года входит в состав Совета директоров Киевской теологической семинарии.
Избран членом Совета Евроазиатской международной ассоциации религиозных свобод.
Является членом Совета комиссии по взаимодействию с религиозными организациями при правительстве Российской Федерации.